# شوكان الأعلى (الحيمة الخارجية)

تعديل مصدري - تعديل

شوكان الأعلى هي إحدى قرى عزلة الجحادب بمديرية الحيمة الخارجية التابعة لمحافظة صنعاء، بلغ تعداد سكانها 154 نسمة حسب تعداد اليمن لعام 2004.